# Erzwiessee
Der Erzwiessee (auch Großer Erzwiessee) ist ein See in der Marktgemeinde Bad Hofgastein im österreichischen Bundesland Salzburg.

## Geografie
Der Erzwiessee liegt auf einer Höhe von 2173 m ü. A. am Fuß einer steilen Gneiswand. Er gehört zur Katastralgemeinde Vorderschneeberg der Marktgemeinde Bad Hofgastein. Die umstehenden Berge sind der Zitterauer Tisch (2462 m ü. A.) im Nordosten, der Ortberg (2400 m ü. A.) im Südosten, der Kleine Silberpfennig (2510 m ü. A.) im Süden und der Silberpfennig (2600 m ü. A.) im Südwesten. Der See erstreckt sich über eine Fläche von 2,4 ha. Er ist 315 m lang und 110 m breit und er weist einen Umfang von 750 m auf. Seine maximale Tiefe beträgt 20,2 m.
Der Kleine Erzwiessee befindet sich etwa 300 m weiter nordwestlich. Weitere Gebirgsseen im Einzugsgebiet des Angersbachs sind der Ecklgrubensee und der Mitterastensee.

## Name
Der Name Erzwies wurde im Jahr 1375 erstmals urkundlich erwähnt. Er verweist auf den historischen Abbau von Silber, Arsen und Blei, von dem in der Umgebung wenige Mauerreste und verfallene Stollen erhalten geblieben sind.

## Ökologie und Wirtschaft
Der Erzwiessee ist ein oligotropher (nährstoffarmer) See mit sehr großem ökologischem Wert. An seinem nördlichen und östlichen Ufer liegt eine Zwergstrauchheide. In der Gegend des Erzwiessees und des nahen Ecklgrubensees werden im Sommer vor allem Rinder und daneben Pferde gehalten.